# Бригге, Мейбл
Мейбл Бригг (англ. Mabel Brigge; ум. в 1538 году) — вдова из Йоркшира (Англия), которая была казнена за измену. Её преступление состояло в том, что она держала чёрный пост, направленный на то, чтобы принести смерть королю Англии Генриху VIII и Томасу Говарду, 3-му герцогу Норфолку.

## Ранняя биография
Мейбл Бригг родилась примерно в 1506 году. Она работала служанкой в нескольких домах, в том числе у Уильяма Фишера из Уэллвика, который утверждал, что она регулярно постилась, и он уволил её по подозрению в краже. Она работала у Нельсона в Райсоме Гарт, который направил её в дом Джона Локкара, Рейсам Грейндж в Холмптоне (Ист-Райдинг-оф-Йоркшир), куда она прибыла с двумя детьми и запиской, что Нельсон оплатит её расходы.

## Суд
Летом 1537 года Бригг был нанята Изабель Бак, женщиной, которая также жила в этом городе, чтобы исполнить чёрный пост, также известный как пост святого Триниана. Чёрный пост имел форму трёхдневного воздержания от употребления мяса или молока, предназначенного для сосредоточения ума на молитве в пользу конкретного святого для достижения конечной цели. Бригг проводила пост в пятницу, субботу и воскресенье, приблизительно во время христианского праздника Ламмаса в 1537 году, говоря Локкарам при этом, что это был «благой пост».
Бак предложила Бригг пек пшеницы и пол-ярда льняного полотна для совершения поста, якобы направленного для того, чтобы помочь вернуть часть денег, которые Бак потеряла. Пост получил благословение местного священника, сэра Томаса Маршалла, что позволило Бригг провести пост вместо Бак, так как та была слишком слаба после недавнего выкидыша, чтобы проводить его самостоятельно.
В январе 1538 года Локкар и его жена Агнес заявили, что Бригг на самом деле проводила пост с намерением принести смерть королю Англии Генриху VIII и герцогу Норфолку. Они изгнали Бригг из своего дома и обратились по поводу неё к властям. Агнес Локкар также заявила, что Бригг говорила о том, что она пыталась совершить подобный пост в прошлом, чтобы убить человека, который впоследствии сломал себе шею.
Сэр Ральф Эллеркер возглавил расследование и 11 марта 1538 года доставил всех участников процесса в Йорк для суда. Бригг и Бак были признаны виновными. Муж Бак Уильям и его отец также были признаны виновными в попытке изменить ход следствия путём подкупа.
Мейбл Бригг была казнена за свои преступления в Йорке 7 апреля 1538 года.